# Funiculaire de Croix-Paquet
Le funiculaire ou « Ficelle » de Croix-Paquet, est une ancienne ligne du funiculaire de Lyon, et la 3e ligne construite. Cette ligne du 1er arrondissement de Lyon reliait le jardin de la place Croix-Paquet et le boulevard de la Croix-Rousse, entre le bas des pentes de la Croix-Rousse et le sommet de la colline de la Croix-Rousse au nord de la ville.
Avec une longueur de 474 mètres et deux stations, elle était l'une des plus courtes lignes du réseau. Construite durant les années 1890, elle fut fermée au début des années 1970 et transformée pour devenir la ligne C du métro de Lyon.

## Histoire

### Le projet

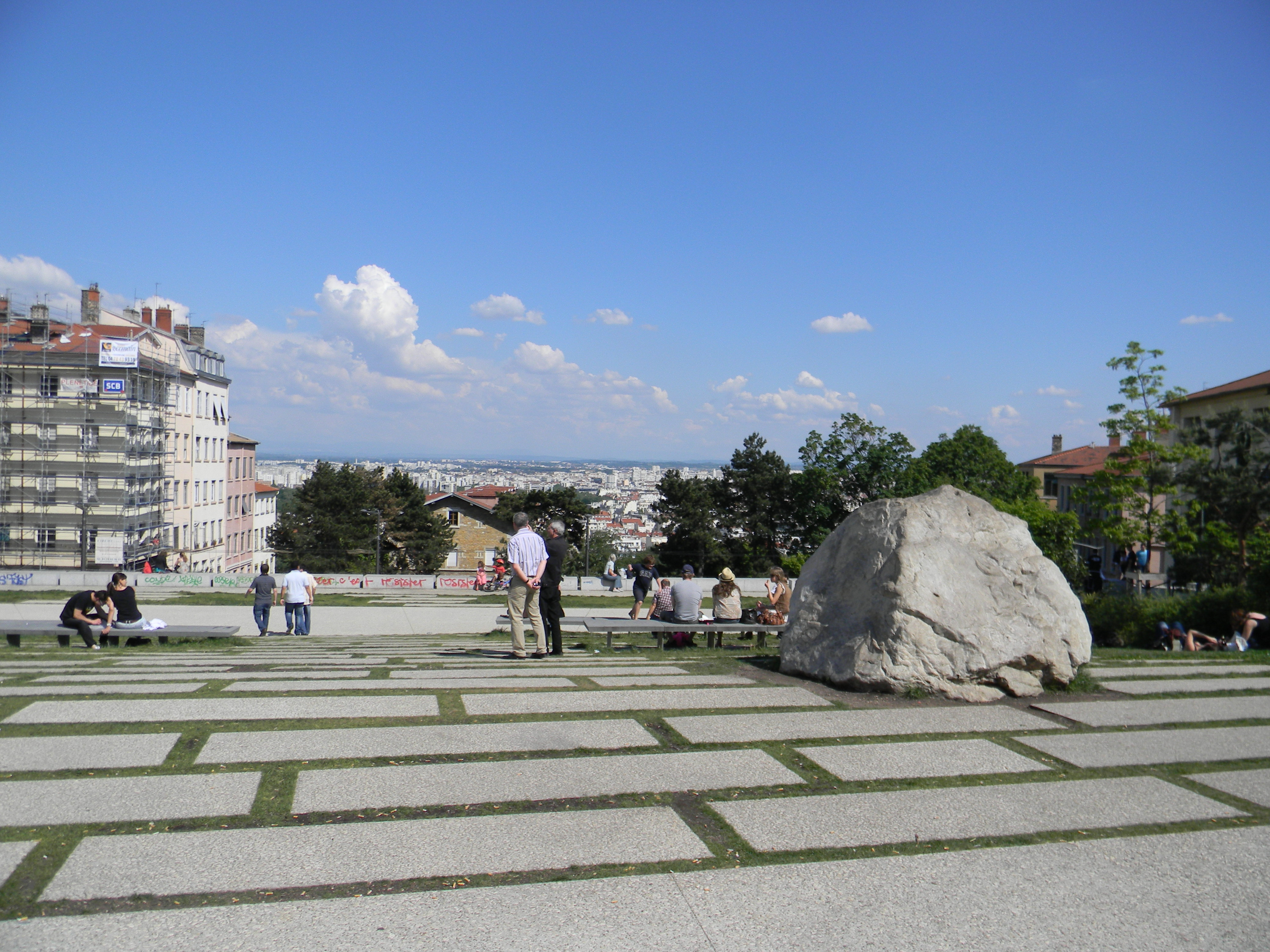
Le Gros Caillou, découvert durant la construction de la ligne.

Ouvert en 1862, le funiculaire de la rue Terme permet de faciliter les liaisons entre le bas des pentes et le plateau mais son terminus inférieur est situé au sommet d'une côte à plus d'une centaine de mètres du bas des pentes situé à hauteur de l'actuelle place Tobie Robatel. Vingt ans plus tard émerge l'idée de construire une seconde ligne partant de plus bas et donc plus facile d'accès, aussi bien pour les hommes que les marchandises et qui favoriserait l'accès des habitants côté Rhône,. Malgré les tentatives de la compagnie exploitant le funiculaire existant de faire capoter le projet, six projets sont présentés au conseil municipal de Lyon le 12 août 1885 qui retiendra celui de l'ingénieur Augustin Oisan-Chapon, soutenu financièrement par l'investisseur Antonin Poy et qui validera la concession, qui court jusqu'au 24 décembre 1962, le 27 octobre suivant.
La ligne est déclarée d'utilité publique le 24 décembre 1887 et le projet final est approuvé le 18 février : les travaux débutent dans la foulée et sont rendus difficiles par la composition géologique du sol et la découverte du fameux Gros Caillou, bloc erratique devenu symbole du quartier.
Pour exploiter la ligne, la Compagnie du chemin de fer de Lyon-Croix-Paquet à Lyon-Croix-Rousse est créée le 3 septembre 1890 et après plusieurs années de problèmes judiciaires, la substitution a finalement lieu le 8 février 1896,.

### La ligne
La ligne est mise en service le 13 avril 1891 le lendemain de son inauguration. Elle concurrence directement le funiculaire de la rue Terme grâce à son tarif de cinq centimes de Francs (un sou) au lieu de dix centimes (deux sous).
La machinerie d'origine, à vapeur, est remplacée en 1904 par une machinerie électrique plus moderne et plus puissante permettant d'atteindre une vitesse de 4,6 m/s soit 16 km/h. Un incident a conduit, entre 1905 et 1906, à la remise en service de l'ancienne machinerie qui avait été conservée en secours. Les voies centrales de la station Croix-Paquet sont abandonnées en 1908 à la suite du changement d'organisation des rames et leurs aiguilles d'accès sont supprimées,.
Le 20 juin 1914, après deux ans de négociations, l'OTL rachète la compagnie, ainsi que la ligne de tramway Croix-Rousse - Marronniers (Caluire-et-Cuire) appartenant à la Compagnie du tramway de Caluire qui partage les mêmes actionnaires, et qui aboutit le 20 juin 1914,. Le décret approuvant le rachat inclus aussi le prolongement de la concession jusqu'au 13 avril 1981.
En juin 1943, Jean Moulin emprunte le funiculaire avant de se rendre dans la maison où il est capturé par la Gestapo. Une plaque à l'emplacement de l'arrivée du funiculaire d'alors commémore l'événement.
Le Syndicat des transports en commun de la région lyonnaise (STCRL) fait fermer la vétuste « ficelle » le 2 juillet 1972, qui laissera place deux ans plus tard à la ligne C du métro de Lyon, l'unique ligne de métro à crémaillère au monde, après avoir failli subir le même sort que le funiculaire de la rue Terme transformé en tunnel routier,.

## Tracé et infrastructures

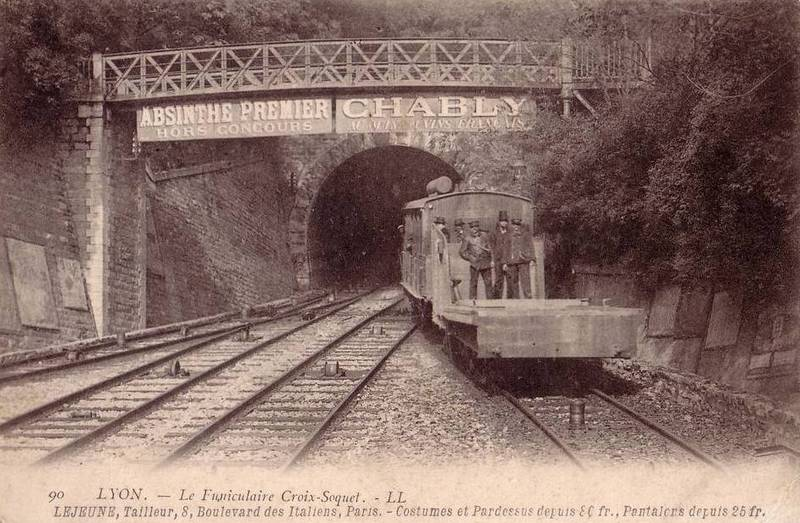
Une voiture et un truck à Croix-Paquet.

### Tracé
La ligne, majoritairement souterraine et à double voie à écartement standard, sauf à Croix-Paquet où elles se dédoublaient, et mesurait 474 mètres de long pour un dénivelé de 17,3 %,.
La ligne naissait dans le jardin de la place de Croix-Paquet et se finissait à l'angle du boulevard de la Croix-Rousse et de la rue Vaucanson et à l'est de la place de la Croix-Rousse et de la gare du funiculaire de la rue Terme via un tunnel de 338 mètres de long construit en diagonale passant quasiment sous l'église Saint-Bernard et sous la montée Saint-Sébastien et la place Colbert,.

### Matériel roulant
La ligne a été équipée de quatre rames de deux voitures, construites par la Société Nouvelle des Établissements de l'Horme et de la Buire. Deux rames circulaient en permanence, les deux autres n'étaient utilisées que les dimanches et jours fériés, afin de pouvoir constituer des rames composés d'une voiture et d'un truck pour le transport de marchandises.
Ce fonctionnement a été modifié en 1908, les rames sont depuis cette date composées d'une voiture et d'un truck accessible aux voyageurs en l'absence de marchandise transportée. Le matériel inutilisé est stocké et abandonné sur les voies centrales de la station Croix-Paquet.

### Vestiges

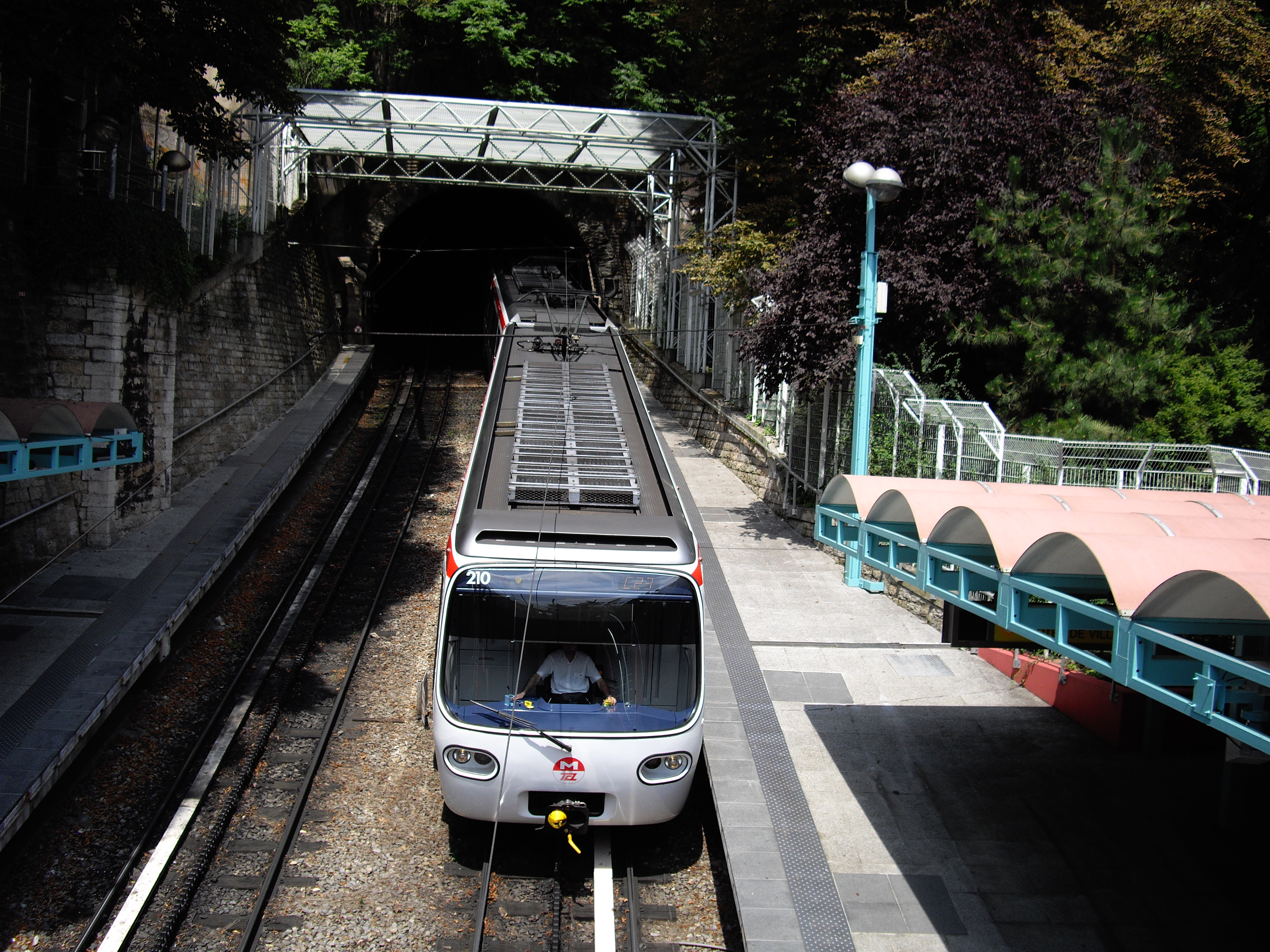
La station Croix-Paquet de nos jours.

En dehors du tunnel réutilisé par la ligne C du métro, seuls les murs de soutènement et l'entrée du tunnel côté Croix-Paquet sont toujours visibles, la station de métro ayant été construite au même endroit. La station côté Croix-Rousse a été entièrement détruite et remplacée par un terrain de jeu, l'actuelle station de métro Croix-Rousse étant située plus à l'ouest et en souterrain à hauteur de la place de la Croix-Rousse.
Le musée Ampère de Poleymieux-au-Mont-d'Or (Métropole de Lyon) a récupéré une partie de la machinerie électrique et une cabine avait été préservée par le Chemin de fer touristique du Bréda (devenu Grésivaudan Vapeur club en 2013) et entreposée à Pontcharra (Isère) mais l'association n'en n'ayant pas l'utilité et faute d'acquéreurs elle fut mise à la ferraille en 2006,.